# Assemblée préfectorale d'Osaka
20e législature
19e législature
Le Parlement de la préfecture d'Osaka (大阪府議会, Ōsaka-fu gikai) est l'organe législatif de la Préfecture d'Osaka. Comme dans toutes les préfectures, il est élu pour quatre ans, par vote unique non transférable dans des districts électoraux avec un ou plusieurs sièges. Il est responsable pour rédiger et mettre en œuvre les décisions de la préfecture, pour l'approbation du budget et pour les nominations administratives importantes au sein du gouvernement de la préfecture, y compris les vice-gouverneurs de la préfecture. L'assemblée a 88 membres.

## Composition actuelle

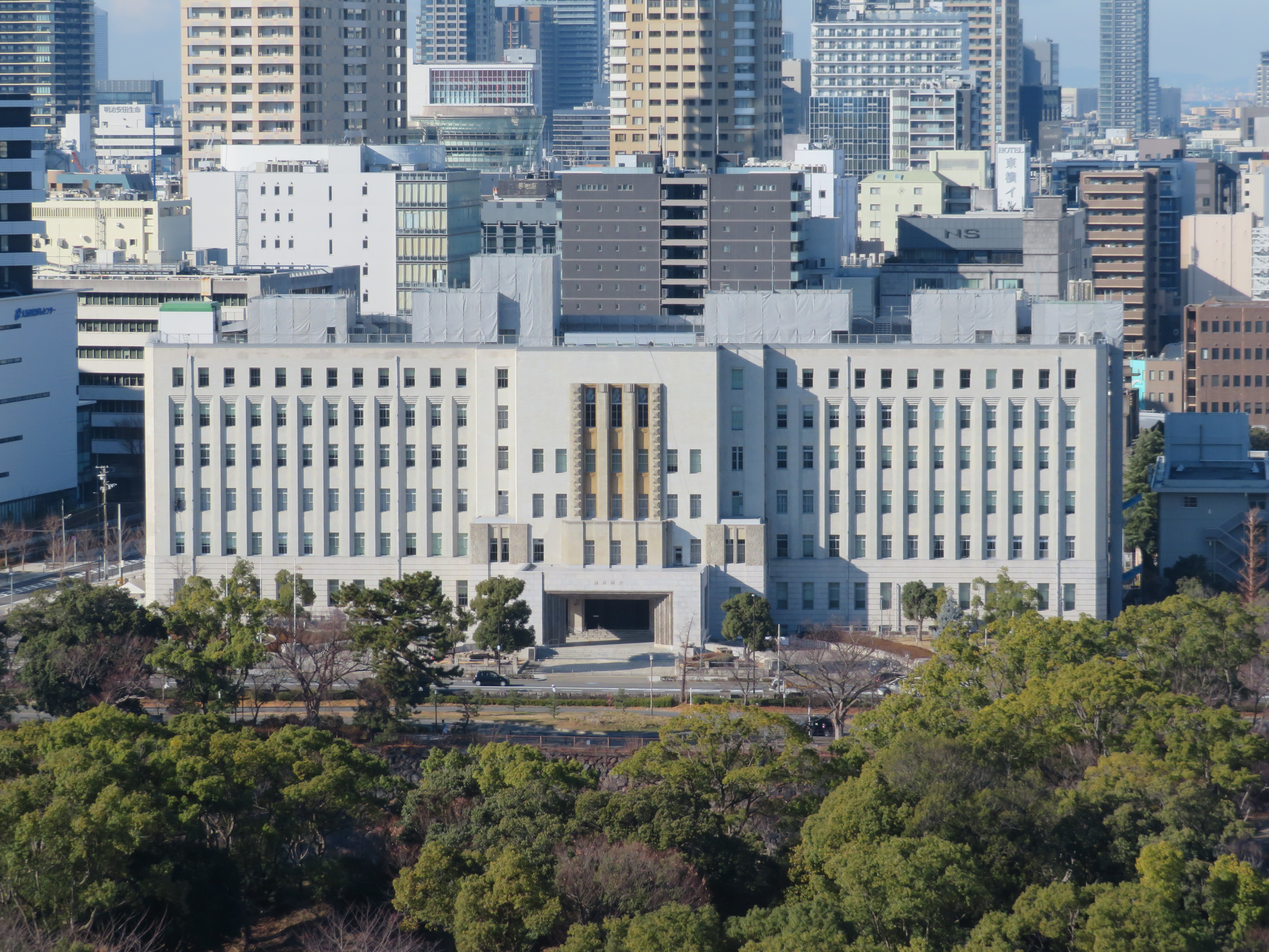
Bâtiment de l’assemblée de la préfecture d'Osaka.

L' élections de l'assemblée a eu lieu le 12 avril 2015. L'Association pour la Restauration d'Osaka, dirigée par le maire Tōru Hashimoto, a maintenu sa position majoritaire, mais il lui manque deux sièges pour atteindre la majorité absolue, qu'elle avait remportée en avril 2011.
Le 11 mai 2016, l'assemblée était composée comme suit:
| Composition du Parlement de la préfecture d'Osaka                                    | Composition du Parlement de la préfecture d'Osaka |
| Groupe parlementaire                                                                 | Sièges                                            |
| ------------------------------------------------------------------------------------ | ------------------------------------------------- |
| Osaka Restoration Association (大阪維新の会, Ōsaka Ishin no Kai)                     | 43                                                |
| Parti libéral-démocrate et indépendants (自由民主党・無所属, Jiyūminshutō/Mushozoku) | 25                                                |
| Komeito (公明党, Kōmeitō)                                                            | 15                                                |
| Parti communiste japonais (日本共産党, Nihon Kyōsantō)                               | 3                                                 |
| Parti démocrate (民進党, Minshintō)                                                  | 1                                                 |
| Total (1 siège vacant)                                                               | 88                                                |

## Circonscriptions électorales
Les 88 membres de l'assemblée sont élus dans 53 circonscriptions (une réduction par rapport aux 109 membres élus lors de l'élection de 2011). La plupart des districts couvrent une municipalité ou un arrondissement d'une des deux grandes villes de la préfecture (Osaka et Sakai), mais certains couvrent plusieurs arrondissements ou communes. Les neuf villes et le village au sein de la préfecture sont désignés par le district auxquels ils appartiennent.
| dans Osaka                  | dans Osaka | Kishiwada                                                 | 2 |
| Kita-ku                     | 1          | Toyonaka                                                  | 4 |
| Miyakojima-ku               | 1          | Ikeda                                                     | 1 |
| Fukushima-ku et Konohana-ku | 1          | Suita                                                     | 4 |
| Chūō-ku                     | 1          | Izumiōtsu, Takaishi et le District de Senboku (Tadaoka)   | 1 |
| Nishi-ku                    | 1          | Takatsuki et le District de Mishima (Shimamoto)           | 4 |
| Minato-ku                   | 1          | Kaizuka                                                   | 1 |
| Taishō-ku et Nishinari-ku   | 2          | Moriguchi                                                 | 1 |
| Tennōji-ku et Naniwa-ku     | 1          | Hirakata                                                  | 4 |
| Nishiyodogawa-ku            | 1          | Ibaraki                                                   | 3 |
| Yodogawa-ku                 | 2          | Yao                                                       | 3 |
| Higashiyodogawa-ku          | 2          | Izumisano et Kumatori (of District de Sennan)             | 1 |
| Higashinari-ku              | 1          | Tondabayashi, Ōsakasayama et le District de Minamikawachi | 2 |
| Ikuno-ku                    | 1          | Neyagawa                                                  | 2 |
| Asahi-ku                    | 1          | Kawachinagano                                             | 1 |
| Jōtō-ku                     | 2          | Matsubara                                                 | 1 |
| Tsurumi-ku                  | 1          | Daitō et Shijōnawate                                      | 2 |
| Abeno-ku                    | 1          | Izumi                                                     | 2 |
| Suminoe-ku                  | 1          | Minoh et le District de Toyono                            | 2 |
| Sumiyoshi-ku                | 2          | Kashiwara et Fujiidera                                    | 1 |
| Higashisumiyoshi-ku         | 1          | Habikino                                                  | 1 |
| Hirano-ku                   | 2          | Kadoma                                                    | 1 |
| dans Sakai                  | dans Sakai | Settsu                                                    | 1 |
| Sakai-ku                    | 1          | Higashiōsaka                                              | 5 |
| Naka-ku                     | 1          | Sennan, Hannan, Tajiri et Misaki District de Sennan)      | 1 |
| Higashi-ku et Mihara-ku     | 1          | Katano                                                    | 1 |
| Nishi-ku                    | 1          |                                                           |   |
| Minami-ku                   | 2          |                                                           |   |
| Kita-ku                     | 2          |                                                           |   |